# Zákon cudnosti
Zákon cudnosti (anglicky Law of chastity) je ustálený název pro soubor zásad sexuální morálky v Církvi Ježíše Krista Svatých posledních dnů, největší denominaci tzv. mormonismu. Dané zásady se v jiných mormonských církvích v některých bodech liší.
Jako zdroj tohoto souboru přikázaní členové CJKSPD vnímají zásady obsažené ve svém kánonu Svatých písem (jako je biblické desatero přikázaní nebo Ježíšova kázání o sexuální morálce v Novém zákoně) a ty, kterým učí tzv. moderní proroci, tedy vedoucí Církve.
Nejdůležitějšími zásadami jsou:
- moc plození je posvátná a proto je její používání na základě Božích přikázání omezeno
- jakákoli hlubší intimita (sexuální styk) je vhodná pouze ve vztahu muže s ženou, kteří jsou právoplatně sezdáni, sexuální styk slouží k plození dětí i posílení partnerského vztahu
- homosexuální chování je závažným hříchem, stejně jako předmanželský či mimomanželský sexuální styk[2]
- Svatí mají usilovat nejen o správné chování, ale taky čistotu svých myšlenek
- sledování pornografie je hříchem, který odvádí lidi od Boha
- závažným porušením zákona cudnosti je také potrat s výjimkou případů, kdy je těhotenství důsledkem znásilnění nebo incestu, život nebo zdraví matky jsou vážně ohroženy nebo má plod závažná poškození, která dítěti nedovolí, aby přežilo narození[3]

Členové by měli tyto zásady dodržovat a ze svých přestupků činit osobní pokání, v případě závažných porušení jim hrozí různé postihy v rámci členství či vyloučení z Církve.

## Intimita mladých lidí
V roce 2022 Církev vydala krátkou brožurku Pro posílení mládeže: průvodce rozhodováním, kde je sexuální morálce věnováno několik odstavců:
Přistupujte k sexu a k sexuálním pocitům jako k něčemu posvátnému. Nemají být předmětem vtipů ani zábavy. Mimo manželství mezi mužem a ženou není správné dotýkat se intimních, posvátných částí těla druhého člověka, a to ani přes oblečení. Při rozhodování o tom, co budete dělat, na co se budete dívat, co budete číst nebo poslouchat, o čem budete přemýšlet nebo co zveřejníte na sociálních sítích či napíšete do textové zprávy, se vyhýbejte všemu, co záměrně podněcuje žádostivé pocity u druhých nebo ve vás samotných. To zahrnuje i pornografii v jakékoli podobě. Zjistíte-li, že v určitých situacích nebo při některých činnostech je pokušení silnější, vyhýbejte se jim. Sami víte, o jaké situace nebo činnosti se jedná. A pokud si nejste jisti, Duch, vaši rodiče a vedoucí vám mohou pomoci to zjistit. Dávejte svému Otci v nebi najevo, že posvátnou moc určenou k tvoření života chováte v úctě.
...
Dodržování zákona cudnosti přináší Boží schválení a osobní duchovní moc. Když budete žít v manželském svazku, bude tento zákon do vašeho manželství přinášet hlubší lásku, důvěru a jednotu. Dodržování tohoto zákona vám umožní se na věky rozvíjet a stávat se více takovými, jako je Nebeský Otec. Budete-li žít jako učedník Ježíše Krista, vaše sebedůvěra poroste.
...

Přitahují mě lidé stejného pohlaví. Jak se tato měřítka vztahují na mě? Přitažlivost k osobám stejného pohlaví není hříchem. Máte-li takovéto pocity, avšak nezabýváte se jimi a nejednáte podle nich, žijete v souladu s posvátným zákonem cudnosti, který nám dal Nebeský Otec. Jste milované dítě Boží a učedník Ježíše Krista. Pamatujte na to, že Spasitel rozumí všemu, co prožíváte. Prostřednictvím svého smluvního spojení se Spasitelem naleznete sílu dodržovat Boží přikázání a obdržíte požehnání, která slibuje. Důvěřujte Jemu i Jeho evangeliu.

## Postoj k homosexualitě
Oficiálním postojem CJKSPD je, že manželství a nesezdané partnerství je v církvi možné pouze mezi mužem a ženou. Apoštol D. Todd Christofferson v roce 2015 řekl:
Někteří dokonce předpokládají, že se tyto normy jednou změní. To zkrátka není pravda. Zákon cudnosti platil od samého počátku, kdy Pán přikázal muži, aby opustil svého otce a matku a přilnul ke své ženě a k nikomu jinému. Naše nauka – nejen víra, ale nauka – že sexuální vztahy jsou v očích Pána správné a zákonné pouze mezi mužem a ženou, kteří jsou legálně a zákonně sezdáni, se nemění a nikdy se nezmění.
Homosexuální vztahy jsou kontroverzním tématem. Nejvyšší soud USA 26. června 2015 rozhodl, že homosexuální sňatky jsou legální ve všech federativních státech USA. CJKSPD vydala v reakci prohlášení: „Rozhodnutí soudu nijak nemění Pánovu nauku, že manželství je svazek mezi mužem a ženou ustanovený Bohem.“ Církev nicméně reaguje na podněty lidsko-právních organizací bojujících za práva LGBT komunity. V listopadu 2015 vydala pravidla omezující církevní práva homosexuálních rodin (upravující minimální věk křtu dětí z homosexuálních rodin až na 18 let atd.), načež 14. listopadu několik tisíc členů protestně opustilo CJKSPD. V roce 2019 byla některá kontroverzní nařízení stažena. Církev nebrání svým členům identifikovat se jako členové LGBT komunity, postihy v rámci členství je mohou stihnout za aktivní život v homosexuálním partnerství či sňatku. Na nedělní shromáždění může přijít kdokoli, pokud nenarušuje jeho průběh. Vedoucí Církve také vyzvali členy, aby se vyvarovali jakéhokoli nevhodného či odsuzujícího chování vůči členům této komunity.

## Polygamie
Uzavírání polygamních sňatků je v CJKSPD od roku 1904 zakázáno pod hrozbou exkomunikace.